# Syzeton undatus
Syzeton undatus is een keversoort uit de familie schijnsnoerhalskevers (Aderidae). De wetenschappelijke naam van de soort werd in 1870 gepubliceerd door Max Gemminger.